# Луч-Енергия
„Луч-Енергия“ е футболен клуб в гр. Владивосток, Приморски край, Русия. Основан е през 1958 г.

## История
Първоначално „Луч“ играе в клас Б, зона „Далечен изток“ в долните дивизии на шампионата на СССР. През 1965 заема първо място в клас Б, и се класира за клас А. През 1970 година първенството върви по нова система и Луч играе във Втора Лига. През 1984 завършва на второ място. След разпадането на СССР, тимът играе в Първа Лига. През 1992 Луч е на първо място и се класира на РФПЛ.В първия си сезон там, отборът завършва на 15-о място. По тогавашният регламент, последните 3 тима от РФПЛ и първите 3 тима от Първа Дивизия трябва да играят всеки срещу всеки, за да се определи кои ще са новите членове на шампионата. Луч завършват 4-ти и изпадат. Тимът се задържа в 1 дивизия до 1997 година. През 1997 заема последото 22-ро място и изпадат във Втора Дивизия, зона Изток. През 2003 Луч се завръщат в 1 дивизия. Тимът вече не се казва Луч, а Луч-Енергия. През 2005 Луч-Енергия печелят Първа Дивизия и се завръщат в РФПЛ. През 2006 завършват на 7-о място. През сезон 2008 Луч-Енергия изпада от елита. През първия полусезон на 2009, тимът е предпоследен в 1 дивизия. През втория полусезон играят по-добре и завършват на 14-а позиция. „Луч-Енергия“ достига до 1/4 финал за купата през същия сезон. През 2011/12, въпреки силната селекция, Луч изпадат. Водени от Александър Тихоновецкий и Сергей Рашевский, Луч печели 2 дивизия и се завръща във ФНЛ.

## Известни играчи
- Александър Тихоновецкий
- Олег Гарин
- Руслан Анджинджал
- Беслан Анджинджал
- Виталий Булига
- Марек Чех
- Диего Карлос
- Алексей Поляков